# Église Notre-Dame de Culhat
L'église Notre-Dame de l'Assomption de Culhat aussi appelée église Saint-Vozy  est une église catholique française de style roman située à Culhat dans le département du Puy-de-Dôme.

## Localisation
L'église est située à Culhat entre Clermont-Ferrand et Thiers, à la limite de la plaine de la Limagne et des monts du Livradois.

## Description
L'église se compose d'une nef centrale de quatre travées entourées de deux bas-côtés et d'un faux transept. Le chœur semi-circulaire est flanqué de deux chapelles. La façade extérieure comporte un pignon triangulaire avec quatre contreforts. Au centre, un portail est surmonté d'un oculus. Deux baies cintrées sont percées à droite et à gauche de la façade. Le chevet, de style roman auvergnat, est constitué d'absides échelonnées et d'arcatures aveugles. Le clocher se situe à proximité du chevet, il est de plan octogonal. La toiture de l'édifice est à double pente et les murs latéraux sont percés de baies cintrées et accolés de contreforts.
La nef principale de l'édifice est couverte en berceau et le chœur possède une abside en cul-de-four, tout comme les deux chapelles latérales. Un réseau d'arcatures et de colonnettes encadre les baies du chœur.

## Historique
L'édifice est classé au titre des monuments historiques en 1886.

## Galerie

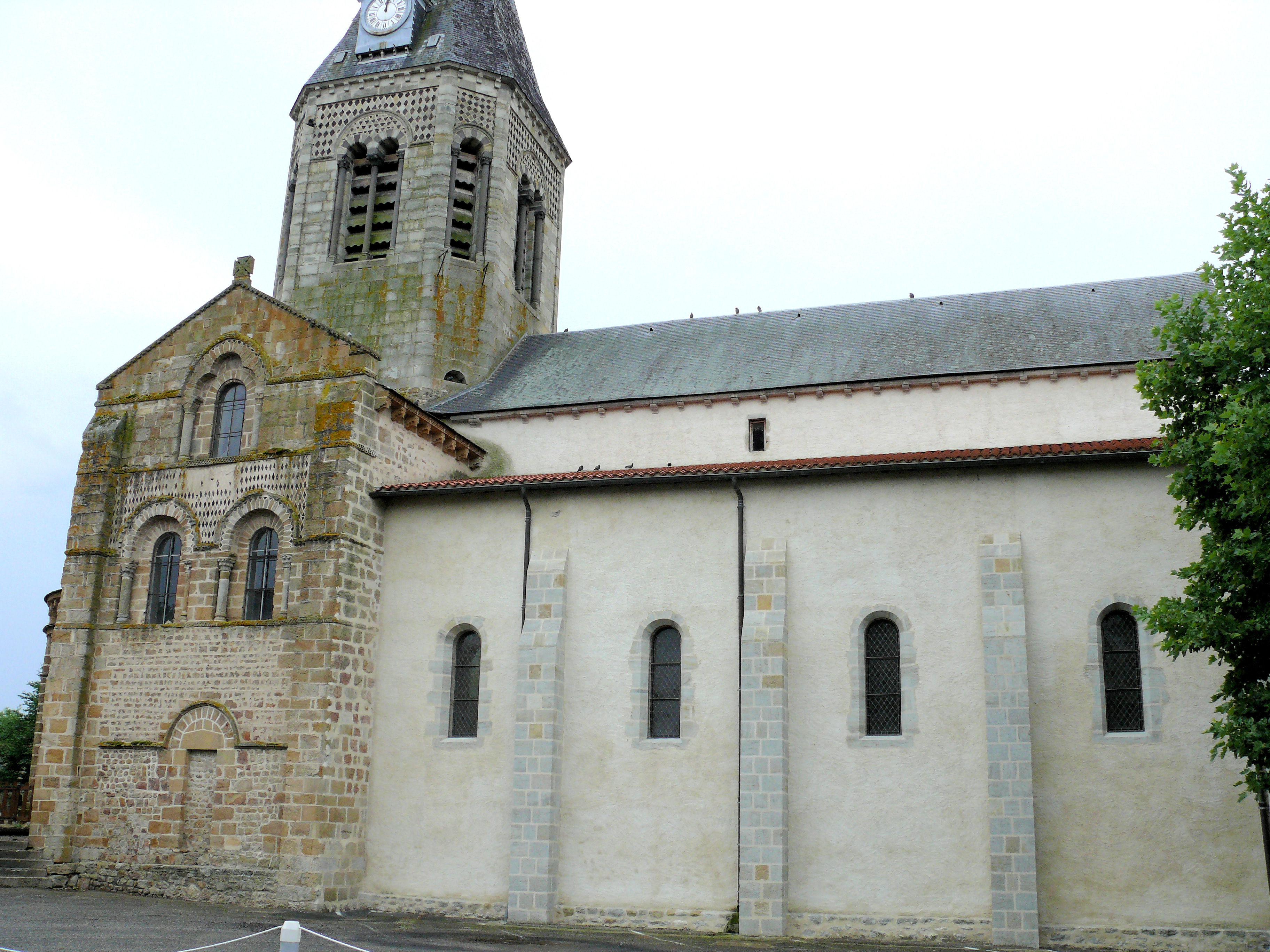
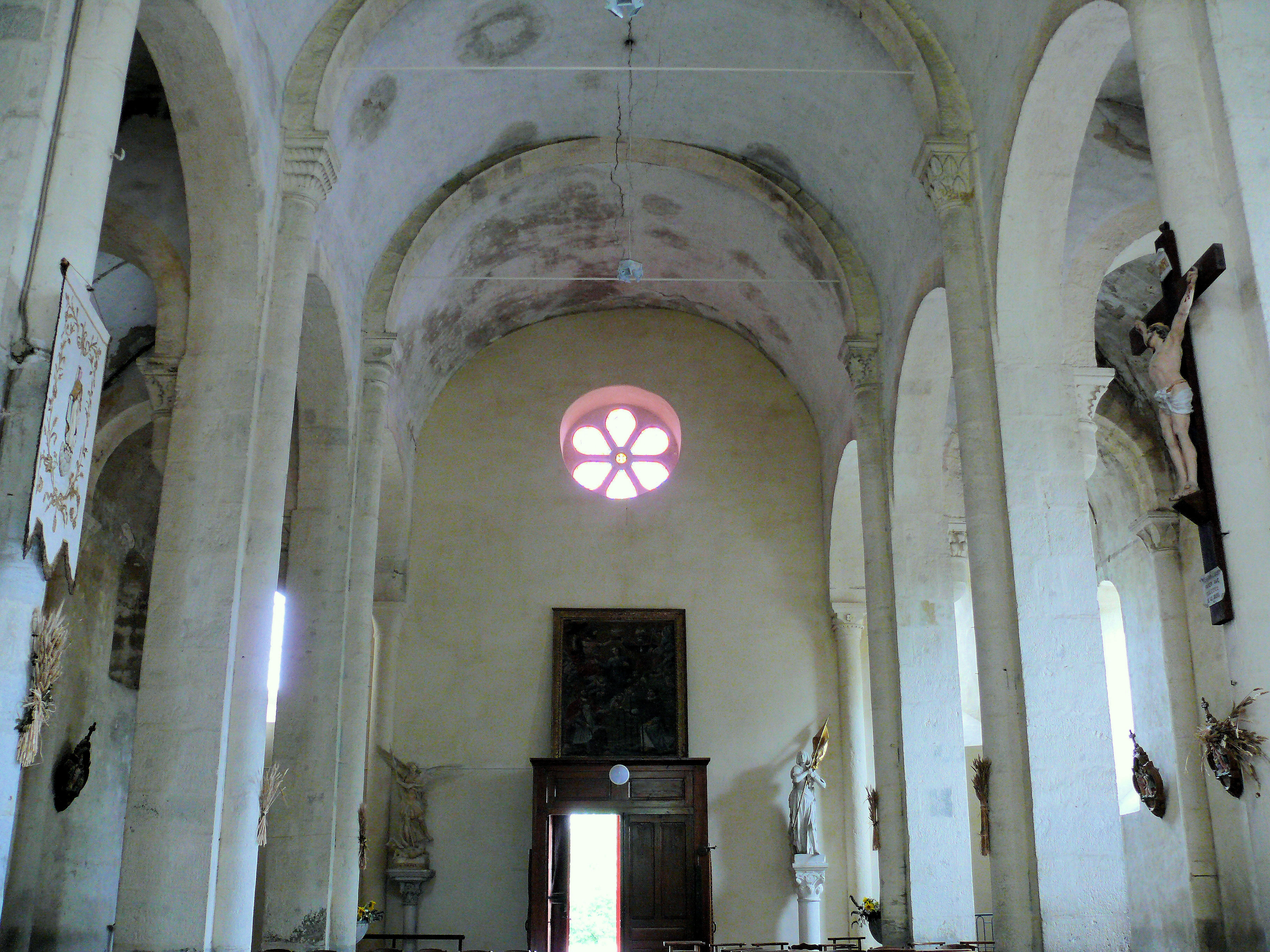
Nef vue du chœur.
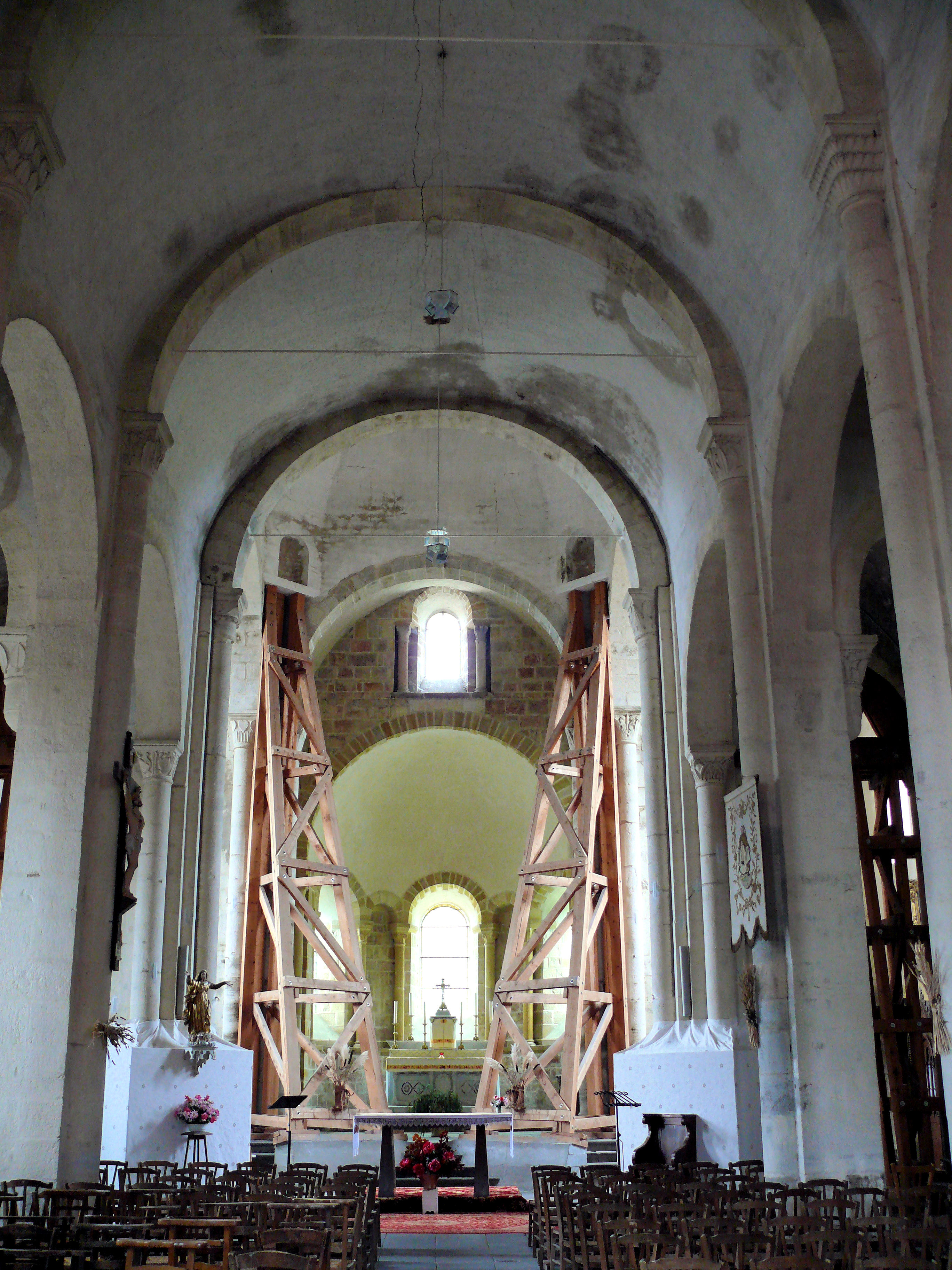
Nef centrale.
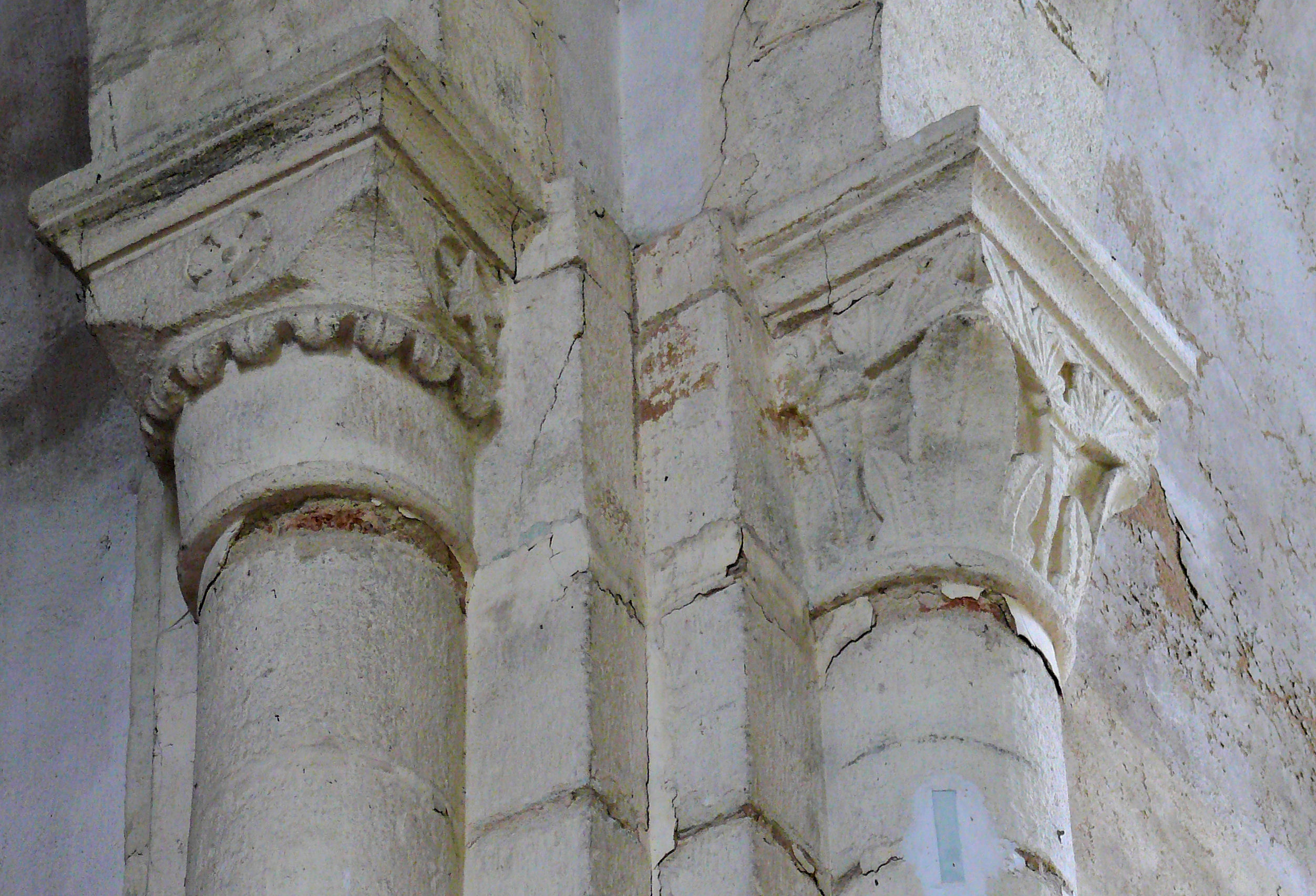
Chapiteaux de la croisée du transept.
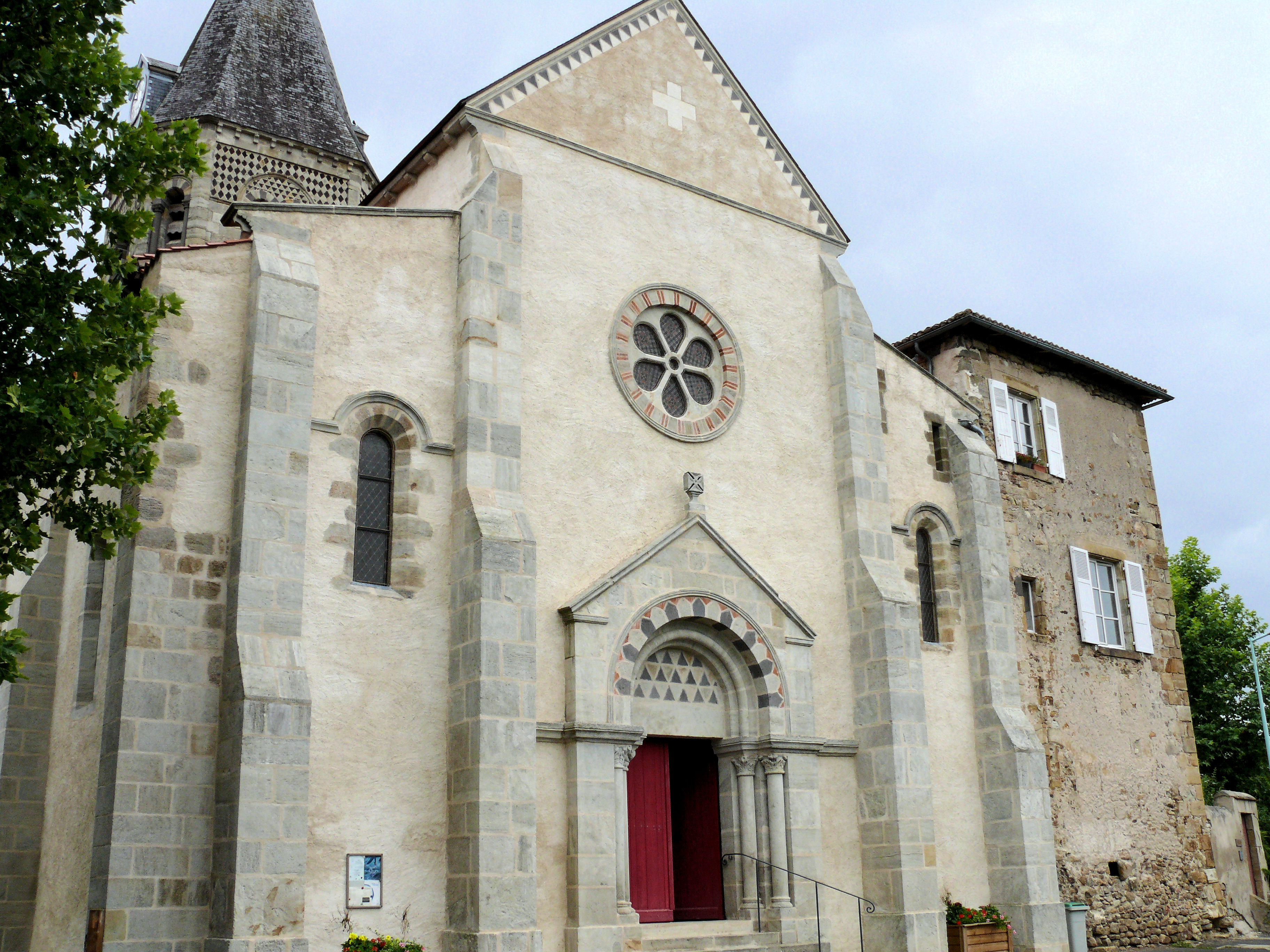
Façade occidentale.